# Črnomelj
Črnomelj là một khu tự quản (tiếng Slovenia: občine, số ít – občina) trong vùng Dolenjska của Slovenia. Črnomelj có diện tích 339.7 km2, dân số là theo điều tra ngày 31 tháng 3 năm 2002 là 14580 người. Thủ phủ khu tự quản Črnomelj đóng tại Crnomelj.